# Charles Gonet

Charles Gonet (ca. 1955)

Charles Gonet (* 30. Juni 1892 in Nyon; † 14. Januar 1963 in Lausanne; heimatberechtigt in Vuarrens) war ein Schweizer Forstwissenschaftler und Hochschullehrer.

## Leben
Charles Gonet, Sohn des Bankiers August, absolvierte von 1912 bis 1917 ein Studium der Forstwissenschaften an der ETH Zürich. 1925 heiratete er Nelly Marie Genevay, Tochter des Edmond Adolphe.

## Schaffen
Zwischen 1919 und 1922 war Gonet Kreisoberförster in Givrins. Ferner wurde er 1922 zum Kreisoberförster in Nyon gewählt. Im Jahre 1921 war Gonet zusammen mit François Aubert Initiator der Association forestière vaudoise et Bas-Valais (AFV-BV), der Gonet bis 1962 als Direktor vorstand. Zwischen 1941 und 1957 war er Professor für Forstökonomie an der ETH Zürich. Des Weiteren war Gonet von 1927 bis 1941 Mitglied der Schulpflege Nyon und zwischen 1931 und 1941 auch deren Präsident. Zudem sass er von 1933 bis 1941 im Gemeinderat von Nyon und hatte 1938 das Amt des Ratspräsidenten inne. Ferner war er von 1934 bis 1942 Waadtländer Grossrat.